# Кадыркулов, Асхат Джетпишбекович
Асхат Джетпишбекович Кадыркулов (каз. Асхат Жетпісбекұлы Қадыркұлов; 14 ноября 1974, Узун-Агач, Алма-Атинская область, Казахская ССР, СССР) — советский и казахстанский футболист, полузащитник. Выступал за сборную Казахстана. Тренер

## Карьера

### Клубная
Первый тренер — Болат Сербаевич Толегенов. Профессиональную карьеру начинал в клубе «Ак-Канат», потом отправился учиться в училище олимпийского резерва Алма-Аты. В 1993 году выступал за «Намыс». С 1994 по 2000 годы играл за «Кайрат». Транзитом через «Шахтёр-Испат-Кармет» перешёл в ЦСКА. В 2002 году был отдан в аренду в казахстанский «Женис» из Астаны. Летом 2003 года у Кадыркулова заканчивалось действие контракта с ЦСКА, однако московский клуб не хотел отдавать Асхата на правах свободного агента, которому не платил зарплату на протяжении полугода в «Кайрат», но переход всё же состоялся. Далее вернулся в Караганду. Завершал же карьеру в «Жетысу».

### Сборная
С 1997 по 2002 год за сборную Казахстана провёл 24 матча, в которых забил 4 гола.

### Тренерская
В 2012 году работал сначала тренером, а потом занимался физподготовкой в команде «Сункар». В начале 2014 года был тренером по физподготовке в семейском «Спартаке». С 27 июня 2014 года работал главным тренером в «Жетысу-Сункаре», где успешно стартовал в роли наставника, выдав беспроигрышную серию из десяти матчей.
По состоянию на 2020 год руководит любительским клубом «БН-Каскелен» (чемпион Казахстана среди любителей 2019 года) и работает в детско-юношеском центре «Жас Кыран».